# تلوال
تلوال (به انگلیسی: Thelwall) یک روستا در بریتانیا است که در انگلستان واقع شده‌است.